# 滋賀県道249号柏原停車場線
滋賀県道249号柏原停車場線（しがけんどう249ごう かしわばらていしゃじょうせん）は、滋賀県米原市を通る一般県道である。

## 概要
JR東海東海道本線 柏原駅から米原市柏原に至る。周辺は旧中山道の柏原宿にあたる。

### 路線データ
- 起点：滋賀県米原市柏原（柏原停車場[1]：JR東海東海道本線 柏原駅前）
- 終点：滋賀県米原市柏原（八幡神社前交差点、滋賀県道551号山東伊吹線交点[1]）
- 総延長：0.3 km

## 歴史
- 1958年（昭和33年）7月26日 - 滋賀県告示第291号により、滋賀県道に認定される[1]。

## 地理

### 通過する自治体
- 滋賀県
  - 米原市

### 交差する道路
| 交差する道路            | 交差する場所 | 交差する場所            |
| ----------------------- | ------------ | ----------------------- |
| 滋賀県道551号山東伊吹線 | 柏原         | 八幡神社前交差点 / 終点 |

### 沿線
- JR東海東海道本線 柏原駅
- 八幡神社